# Linia kolejowa Děčín – Oldřichov u Duchcova
Linia kolejowa Děčín – Oldřichov u Duchcova (Linia kolejowa nr 132 (Czechy)) – jednotorowa, regionalna i niezelektryfikowana linia kolejowa w Czechach. Łączy Děčín i Oldřichov u Duchcova. Przebiega w całości przez terytorium kraju usteckiego.